# لئوناردو سیلورر
لئوناردو سیلورر (انگلیسی: Leonardo Cilaurren; ۵ نوامبر ۱۹۱۲ – ۹ دسامبر ۱۹۶۹) بازیکن فوتبال اهل اسپانیا بود.
از باشگاه‌هایی که در آن بازی کرده‌است می‌توان به باشگاه فوتبال ریور پلاته، باشگاه فوتبال پنیارول، و باشگاه فوتبال اتلتیک بیلبائو اشاره کرد.
وی همچنین در تیم‌های ملی فوتبال اسپانیا و باسک بازی کرده‌است.